# Ecuación de Benjamin-Ono
En matemáticas, la ecuación de Benjamin-Ono es una ecuación integró-diferencial parcial no lineal que describe ondas internas unidimensionales en aguas profundas. Fue introducido por T. Brooke Benjamin (1967) y Hiroaki Ono (1975).
La ecuación de Benjamin-Ono es:
{\displaystyle u_{t}+uu_{x}+Hu_{xx}=0}
donde H es la transformada de Hilbert.